# Zemina (zahradnictví)

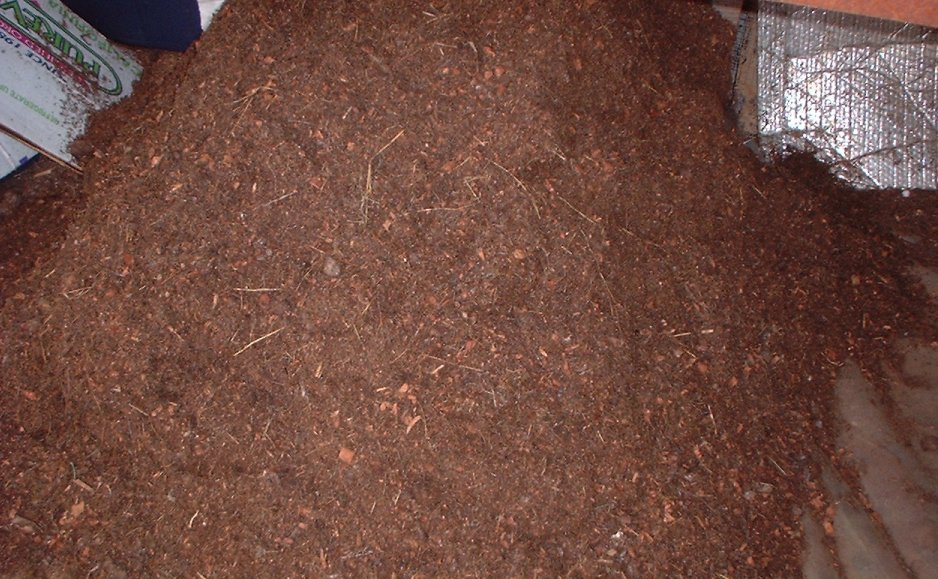
Kompost po 3 týdnech kompostování

Zemina je v oboru zahradnictví název pro různé směsi organických a anorganických složek různého původu, používaných k tvorbě pěstebních substrátů v zahradnictví. Určení kvality zeminy je závislé na druhu pěstované rostliny, respektive od jejich nároků na pěstební podmínky.

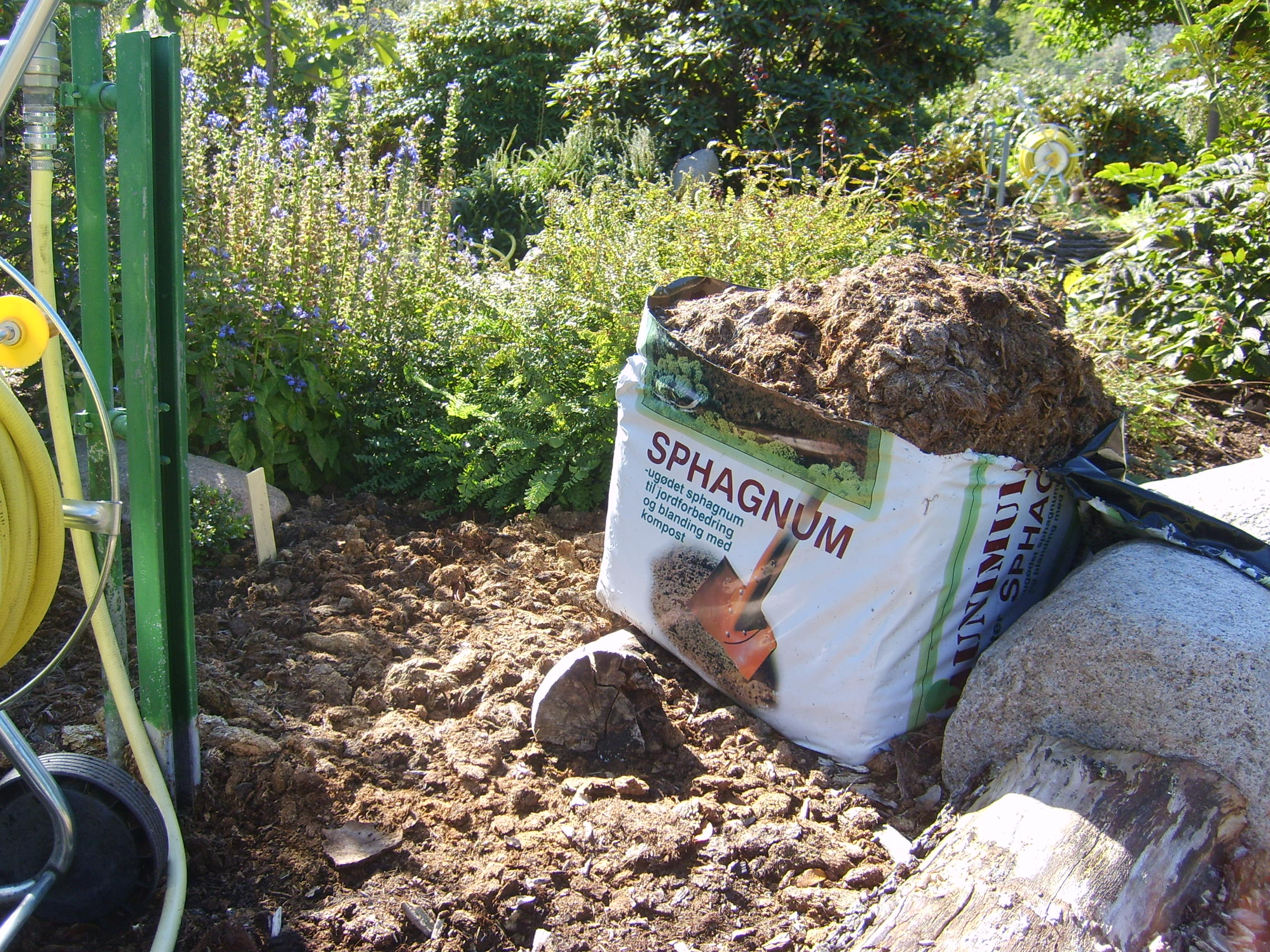
Přidávání rašeliníku do půdy

## Požadavky
Požadavky na vlastnosti zeminy se liší dle druhu. Obecně lze říci, že jsou vyžadovány tyto vlastnosti:
- ukotvení rostliny (musí být schopny udržet rostlinu)
- dobře zabezpečit výživu rostliny
- dobrá propustnost a nasákavost vodou – musí být schopna udržet dobrý poměr vody a vzduchu ve skulinách, požadovaný druhem rostliny
- vhodné pH požadované druhem rostliny
- zemina má být prosta toxických látek, chorob a škůdců a dalších znečištění (např. plasty, střepy)

## Rozdělení
Zahradnické zeminy lze dělit například podle:
- obsahu surového humusu – surový humus, nerozloženou organickou hmotu obsahují především listovka, vřesovka, jehličnatka, mechy, rašelina, drcená kůra a kůrové substráty, slatinná zemina (slatinka)
- fyzikálních vlastností
- obsahu živin – vyšší obsah volných živin obsahují především kompostová zemina, ornice atp.
- původu – dělení podle rašelinného, minerálního původu, náhradní hmoty, meliorační hmoty.

### Jiné rozdělení
- zeminy se surovým humusem, které obsahují ještě nerozloženou ústrojnou hmotu (jehličnatka, mórovka, rašelina, vřesoviště, listovka)
- humusové zeminy bohaté živinami (pařeništní zemina, hnojovatka)
- minerální zeminy (drnovka, ornice)

## Druhy zemin a pěstebních substrátů
- listovka[1] – vzniká rozkladem listí (až 3 roky), používaná i jako ochrana proti mrazu, ceněná zejména listovka z buku. Listovka má neutrální pH a určitou vylehčovací schopnost. Podle některých zdrojů mezi nejvhodnější patří také listí ovocných stromů,[3] a to přesto, že může obsahovat zárodky patogenů. Za nevhodné je označováno listí z kaštanu a ořešáku. Vlastnosti listovek jsou rozdílné podle druhu použitého materiálu.
- vřesovka[1] – vznik rozkladem vřesovcovitých, kyselé pH (4–5), vysoká nakypřovací schopnost a propustnost, chudá na živiny.
- jehličnatka[1] (hrabanka) vzniká rozkladem opadanky v jehličnatých (borových) lesích, hrubá vrstva na povrchu půdy, kyselé pH (4–5), vysoká nakypřovací schopnost a propustnost, chudá na živiny. Skladováním se rozkládá a není vzdušná, smrková hrabanka je nevhodná (hutná, rychle se rozkládá).
- rašeliník[1] (sfágnum, sphagnum) vznik úhynem, uschnutím, rašeliníku (Sphagnum), substrát je chudý na živiny, hrubě vláknitý, má vysokou nasákavost, vhodný pro pěstování bromélií a orchidejí, nahrazován molitanem a dalšími náhradními hmotami.
- mechy[1] – jako rašeliník, především je používán bělomech, vhodný pro pěstování bromélií a orchidejí, používán pro dobrou nasákavost vodou.
- rašelina[1] – vzniká rozkladem rašeliníku, kyselé pH (4–5, i nižší), dobrá nakypřovací schopnost, nasákavost a propustnost, chudá na živiny, nesmí vyschnout. Je rozlišována vrchovištní rašelina (silně kyselá) a slatinná rašelina (méně kyselá). Kvalita rašeliny závisí na stupni rozložení organické hmoty. V květinářství je používána světlá vrchovištní rašelina, která má trvale vysokou nakypřovací schopnost a je kyselá. Rašelina je používána jako součást směsí zemin. Lze používat i jako pěstební a množárenský substrát, má ale kyselé pH a je chudá na živiny. Pro výsevy některých rostlin je nevhodná.
- slatina[1] – vzniká rozkladem organických a ukládáním anorganických látek, obvykle bohatá na živiny, reakce podle obsahu látek slabě kyselá nebo neutrální.
- slatinka (morovka)[1] – rašelinná zemina, obsahuje často uhličitan vápenatý, pH 4–7, nižší nakypřovací schopnost, vhodná pro kamelie a hortenzie.
- kořeny kapradin – především kořeny kapradiny druhu podezřeň (Osmunda regalis) a osladič (Polypodium vulgare). Substrát je chudý na živiny, má kyselé pH (5), je hrubě vláknitý, má dobrou nakypřovací schopnost, nasákavost a propustnost. Musí být vlhká při použití. Zemina je chudá na živiny. Bývá nahrazována jinými substráty.
- pařeništní zemina[1] – zkompostováním hnoje v pařeništi. Známa je nižší nakypřovací schopnost, nasákavost a propustnost, zemina je ale bohatá na živiny pH 7. Může obsahovat zbytky pesticidů a hnojiv a zárodky chorob a škůdců.
- hnojovatka[1] – zkompostovaný hnůj, přidává se jako hnojivo. Málo používána.
- kompostové zeminy – různé vlastnosti, přidávají se jako hnojivo.

- drnovka[1] – vzniká kompostováním drnů, neutrální pH (7,5), těžká zemina, vysoký obsah hlinitých částic, nahrazuje méně vhodnou ornici. Připravuje se kompostováním vrstev drnů s chlévským hnojem, do směsi je přidáno pálené vápno a močůvka. Po půl roce kompostování se hromady přehazují a jedenkrát za rok promíchají. Bývá používána jako zemina pro některé skleníkové kultury květin, vyžadující těžší živné půdy (chryzantémy, karafiáty, pelargonie).

### Přísady do směsí zemin
- písek[1] – spékavé písky nejsou vhodné, připisuje se mu schopnost provzdušnění substrátu (někdy naopak utužení), je balastní příměsí. Má účinek na zvýšení propustnosti zeminy pro vodu, bývá součást množárenských substrátů
- cihlová drť[1] – vysoká vzdušnost a nakypřující účinek. Příměs vhodná do zemin pro kaktusy.

- křemelina[1] – vhodný efekt má hrubozrnná, ovlivňuje vzdušnost a nasákavost směsi.
- polystyren – (pěnový polystyrén ve formě granulí a vloček) je lehký, silně nakypřující materiál a nízkou nasákavostí pro vodu. Omezuje schopnost substrátu poutat živiny. Je vhodný do množárenských směsí.
- keramzit – má neutrální pH a silnou vylehčovací schopnost, nerozkládá se. Keramzit má vysokou nasákavost.
- perlit – substrát uměle vyrobený při vysoké teplotě (1000 °C), je sterilní, neobsahuje zárodky chorob a škůdců. Je schopen absorbovat vysoké množství vody. Má bílou barvu a je vzdušný. Je slabě kyselý, jeho pH je 6,5–8. U lehkých substrátů zvyšuje vodní kapacitu, u těžkých substrátů snižuje objemovou hmotnost (vylehčuje zeminu).
- drcená kůra, kůrové substráty[1] – vzniká rozkladem borky (obvykle jehličnanů), je používána jako příměs. Substrát je chudý na živiny, hrubě vláknitý, má nízkou nasáklivost, vhodný pro pěstování bromélií a orchidejí, snadno přesychá. Dobrá nakypřovací schopnost a propustnost. Bývá nahrazován vhodnější příměsí.
- formaldehydová močovina (izopěna) – hmota používaná výjimečně k pěstování rostlin, nanášená na podklad. Tuhá pěna s otevřenými póry a s vysokou nasáklivostí pro vodu. Použit pro lehké a vysýchavé směsi k zlepšení vodní kapacity

## Směsi
- množárenský substrát – 1 díl rašeliny a dva díly polystyrénu